# Coppa della Divisione 2017-2018
La Coppa della Divisione 2017-2018 è stata la 1ª edizione della competizione; ha preso avvio il 13 novembre 2017 e si è conclusa il 29 aprile 2018. Alla Coppa della Divisione sono iscritte d'ufficio tutte le squadre partecipanti ai campionati di Serie A, Serie A2 e Serie B distribuite in 8 gironi territoriali da 16 squadre ciascuno. Essendo l'intera competizione articolata in gare uniche a eliminazione diretta, la Divisione ha stilato preventivamente una graduatoria delle teste di serie: la società che risulterà avere il peggior posizionamento disputerà la gara in casa.

## Regolamento
Al termine degli incontri dei primi cinque turni, saranno dichiarate vincenti le squadre che al termine della gara avranno realizzato il maggior numero di reti. Qualora risultasse parità nelle reti segnate gli arbitri della gara faranno disputare due tempi supplementari di 5 minuti ciascuno.
Qualora la parità perdurasse anche al termine dei tempi supplementari, si procederà all'effettuazione dei tiri di rigore. Nelle gare è fatto obbligo alle società di impiegare almeno 5 calciatori formati in Italia.

## Primo turno
Il primo turno prevede otto abbinamenti per ogni girone da disputarsi in gara unica il 14 novembre 2017. Per ogni girone si qualificheranno al turno successivo le otto squadre vincenti gli abbinamenti per complessive 64 squadre. La competizione è stata aperta dall'anticipo serale del 13 novembre tra Real Cornaredo e L84, mentre l'ultimo incontro si è giocato il 28 novembre.

### Girone 1
| Squadra 1      | Risultato | Squadra 2       |
| -------------- | --------- | --------------- |
| Città di Asti  | 4 - 1     | Milano          |
| Fossano        | 2 - 3     | Aosta           |
| Time Warp      | 5 - 3     | Carmagnola      |
| Lecco          | 4 - 9     | Carrè Chiuppano |
| Domus Bresso   | 3 - 5     | Prato           |
| Real Cornaredo | 9 - 7     | L84             |
| Videoton Crema | 6 - 2     | Bergamo         |
| Saints Pagnano | 0 - 4     | Kaos            |

### Girone 2
| Squadra 1        | Risultato       | Squadra 2   |
| ---------------- | --------------- | ----------- |
| Maccan Prata     | 2 - 12          | Luparense   |
| Petrarca         | 14 - 2          | Cornedo     |
| Fenice           | 10 - 5          | Vicinalis   |
| Villorba         | 5 - 4           | Arzignano   |
| Olympia Rovereto | 2 - 3           | Bubi Merano |
| Città di Thiene  | 4 - 4 (0-1 dcr) | Belluno     |
| Mantova          | 10 - 1          | Vicenza     |
| Città di Mestre  | 0 - 6           | CAME Dosson |

### Girone 3
| Squadra 1      | Risultato | Squadra 2        |
| -------------- | --------- | ---------------- |
| Olimpia Regium | 3 - 8     | Imola Castello   |
| CDM Genova     | 7 - 4     | Città di Massa   |
| Pistoia        | 11 - 1    | San Giusto       |
| Elba '97       | 1 - 4     | Atlante Grosseto |
| Poggibonsese   | 1 - 7     | Orte             |
| Forlì          | 2 - 5     | Bagnolo          |
| Montecalvoli   | 7 - 2     | Sangiovannese    |
| Sant'Agata     | 7 - 9     | PesaroFano       |

### Girone 4
| Squadra 1          | Risultato   | Squadra 2           |
| ------------------ | ----------- | ------------------- |
| Gadtch 2000        | 2 - 9       | Real Rieti          |
| Fano               | 6 - 0       | Faventia            |
| Eta Beta           | 0 - 3       | TS Cesena           |
| Cobà               | 0 - 5       | Civitella           |
| Sagittario Pratola | 7 - 9 (dts) | Ciampino Anni Nuovi |
| Corinaldo          | 8 - 3       | CUS Ancona          |
| Buldog Lucrezia    | n.d.        | Porto San Giorgio   |
| Tenax              | 5 - 8       | Acqua e Sapone      |

### Girone 5
| Squadra 1         | Risultato   | Squadra 2         |
| ----------------- | ----------- | ----------------- |
| Atletico New Team | 1 - 6       | Lazio             |
| Forte Colleferro  | 2 - 4       | Brillante Torrino |
| Mirafin           | 5 - 1       | Lido di Ostia     |
| Cioli AV          | 2 - 5       | Olimpus Roma      |
| Ferentino         | 3 - 4 (dts) | Gymnastic Studio  |
| Club San Paolo    | 0 - 2       | Sestu             |
| Virtus Aniene 3Z  | 8 - 1       | Ossi              |
| Cagliari 2000     | 2 - 9       | Leonardo          |

### Girone 6
| Squadra 1        | Risultato   | Squadra 2          |
| ---------------- | ----------- | ------------------ |
| Atletico Cassano | 5 - 2       | Pescara            |
| New Taranto      | 1 - 4 (dts) | Bernalda           |
| CUS Molise       | 1 - 2       | Tombesi            |
| Or.Sa. Aliano    | 1 - 4       | Barletta           |
| Altamura         | 2 - 3       | Bisceglie          |
| Giovinazzo       | 2 - 3       | Sammichele         |
| Manfredonia      | 3 - 1       | Azzurri Conversano |
| Volare Polignano | 3 - 5 (dts) | Cisternino         |

### Girone 7
| Squadra 1      | Risultato | Squadra 2         |
| -------------- | --------- | ----------------- |
| Active Network | 5 - 3     | Latina            |
| Chaminade      | 4 - 2     | Real Dem          |
| Ruvo           | 4 - 6     | Canosa            |
| Capurso        | 4 - 7     | Virtus Noicattaro |
| Marigliano     | n.d.      | Isernia           |
| Alma Salerno   | 10 - 6    | Salinis           |
| Lausdomini     | 1 - 2     | Sandro Abate      |
| Fuorigrotta    | 1 - 6     | Napoli            |

### Girone 8
| Squadra 1         | Risultato | Squadra 2           |
| ----------------- | --------- | ------------------- |
| AF Caserta        | 2 - 3     | Feldi Eboli         |
| Cataforio         | 7 - 4     | Paola               |
| Real Rogit        | 2 - 1     | Polisportiva Futura |
| C.M.B.            | 6 - 5     | Odissea 2000        |
| Assoporto Melilli | 5 - 6     | Meta                |
| Mascalucia        | 0 - 4     | Regalbuto           |
| Real Cefalù       | 8 - 1     | Catania Librino     |
| Real Parco        | 2 - 15    | Maritime            |

## Secondo turno
Il secondo turno prevede quattro abbinamenti per ogni girone da disputarsi in gara unica il 19 dicembre 2017. Per ogni girone si qualificheranno al turno successivo le quattro squadre vincenti gli abbinamenti per complessive 32 squadre. Il turno è iniziato il 6 dicembre con l'anticipo giocato tra Sammichele e Bisceglie mentre l'ultimo incontro si è disputato il 29 dicembre.

### Girone 1
| Squadra 1      | Risultato   | Squadra 2       |
| -------------- | ----------- | --------------- |
| Città di Asti  | 4 - 3 (dts) | Aosta           |
| Time Warp      | 3 - 11      | Carrè Chiuppano |
| Real Cornaredo | 4 - 6       | Prato           |
| Videoton Crema | 1 - 8       | Kaos            |

### Girone 2
| Squadra 1 | Risultato       | Squadra 2   |
| --------- | --------------- | ----------- |
| Petrarca  | 2 - 7           | Luparense   |
| Fenice    | 7 - 7 (2-3 dcr) | Villorba    |
| Belluno   | 1 - 3           | Bubi Merano |
| Mantova   | 6 - 10          | CAME Dosson |

### Girone 3
| Squadra 1    | Risultato | Squadra 2        |
| ------------ | --------- | ---------------- |
| CDM Genova   | 0 - 5     | Imola Castello   |
| Pistoia      | 7 - 1     | Atlante Grosseto |
| Bagnolo      | 3 - 9     | Orte             |
| Montecalvoli | 1 - 7     | PesaroFano       |

### Girone 4
| Squadra 1       | Risultato | Squadra 2           |
| --------------- | --------- | ------------------- |
| Fano            | 1 - 6     | Real Rieti          |
| TS Cesena       | 4 - 5     | Civitella           |
| Corinaldo       | 2 - 5     | Ciampino Anni Nuovi |
| Buldog Lucrezia | 2 - 7     | Acqua e Sapone      |

### Girone 5
| Squadra 1         | Risultato | Squadra 2    |
| ----------------- | --------- | ------------ |
| Brillante Torrino | 0 - 3     | Lazio        |
| Mirafin           | 6 - 4     | Olimpus Roma |
| Gymnastic Studio  | n.d.      | Sestu        |
| Virtus Aniene 3Z  | 6 - 4     | Leonardo     |

### Girone 6
| Squadra 1   | Risultato | Squadra 2        |
| ----------- | --------- | ---------------- |
| Bernalda    | 2 - 4     | Atletico Cassano |
| Tombesi     | 5 - 0     | Barletta         |
| Sammichele  | 2 - 8     | Bisceglie        |
| Manfredonia | 1 - 7     | Cisternino       |

### Girone 7
| Squadra 1    | Risultato | Squadra 2         |
| ------------ | --------- | ----------------- |
| Chaminade    | 8 - 3     | Active Network    |
| Canosa       | 1 - 7     | Virtus Noicattaro |
| Alma Salerno | 2 - 4     | Marigliano        |
| Sandro Abate | 2 - 1     | Napoli            |

### Girone 8
| Squadra 1   | Risultato   | Squadra 2   |
| ----------- | ----------- | ----------- |
| Cataforio   | 8 - 3       | Feldi Eboli |
| Real Rogit  | 2 - 1       | C.M.B.      |
| Regalbuto   | 4 - 6       | Meta        |
| Real Cefalù | 2 - 4 (dts) | Maritime    |

## Terzo turno
Il terzo turno prevede due abbinamenti per ogni girone da disputarsi in gara unica il 9 gennaio 2018. Per ogni girone si qualificheranno al turno successivo le due squadre vincenti gli abbinamenti per complessive 16 squadre.

### Girone 1
| Squadra 1     | Risultato | Squadra 2       |
| ------------- | --------- | --------------- |
| Città di Asti | 4 - 9     | Carrè Chiuppano |
| Prato         | 2 - 8     | Kaos            |

### Girone 2
| Squadra 1   | Risultato | Squadra 2   |
| ----------- | --------- | ----------- |
| Villorba    | 1 - 10    | Luparense   |
| Bubi Merano | 10 - 0    | CAME Dosson |

### Girone 3
| Squadra 1 | Risultato   | Squadra 2      |
| --------- | ----------- | -------------- |
| Pistoia   | 3 - 8       | Imola Castello |
| Orte      | 4 - 6 (dts) | PesaroFano     |

### Girone 4
| Squadra 1           | Risultato | Squadra 2      |
| ------------------- | --------- | -------------- |
| Civitella           | 2 - 6     | Real Rieti     |
| Ciampino Anni Nuovi | 2 - 10    | Acqua e Sapone |

### Girone 5
| Squadra 1        | Risultato | Squadra 2 |
| ---------------- | --------- | --------- |
| Mirafin          | 1 - 3     | Lazio     |
| Virtus Aniene 3Z | 4 - 1     | Sestu     |

### Girone 6
| Squadra 1 | Risultato | Squadra 2        |
| --------- | --------- | ---------------- |
| Tombesi   | 7 - 3     | Atletico Cassano |
| Bisceglie | 3 - 5     | Cisternino       |

### Girone 7
| Squadra 1    | Risultato   | Squadra 2         |
| ------------ | ----------- | ----------------- |
| Chaminade    | 3 - 2 (dts) | Virtus Noicattaro |
| Sandro Abate | 1 - 4       | Marigliano        |

### Girone 8
| Squadra 1 | Risultato | Squadra 2  |
| --------- | --------- | ---------- |
| Cataforio | 4 - 3     | Real Rogit |
| Meta      | 3 - 4     | Maritime   |

## Ottavi di finale
La Divisione ha provveduto il giorno mercoledì 14 febbraio 2018 a svolgere un sorteggio pubblico presso la propria sede per la determinazione degli abbinamenti degli ottavi di finale che determineranno anche gli abbinamenti dei quarti. Si qualificano al turno successivo le 8 squadre vincenti gli incontri in gara unica del 6 marzo 2018.
| Squadra 1        | Risultato       | Squadra 2      |
| ---------------- | --------------- | -------------- |
| Virtus Aniene 3Z | 4 - 4 (5-4 dcr) | Bubi Merano    |
| Chaminade        | 2 - 7           | Kaos           |
| Marigliano       | 0 - 3           | Maritime       |
| Carrè Chiuppano  | 4 - 7           | Imola Castello |
| Cisternino       | 2 - 7           | Luparense      |
| Lazio            | 3 - 5 (dts)     | Acqua e Sapone |
| Cataforio        | 3 - 9           | Real Rieti     |
| Tombesi          | 3 - 5           | PesaroFano     |

## Quarti di finale
Gli incontri si disputeranno in gara unica il 10 aprile 2018, eccetto PesaroFano-Real Rieti che è stata posticipata al 20 aprile. Le quattro squadre vincenti accedono alla fase finale.
| Squadra 1        | Risultato | Squadra 2      |
| ---------------- | --------- | -------------- |
| Virtus Aniene 3Z | 0 - 8     | Kaos           |
| Maritime         | 2 - 0     | Imola Castello |
| Acqua e Sapone   | 1 - 2     | Luparense      |
| PesaroFano       | 5 - 4     | Real Rieti     |

## Fase finale
La fase finale si è tenuta il 28 e il 29 aprile 2018 presso il PalaBigi di Reggio Emilia. Gli accoppiamenti sono stati determinati tramite sorteggio effettuato il 23 aprile presso la sede della Divisione Calcio a 5.

### Tabellone
|  | Semifinali | Semifinali | Semifinali |      |           | Finale    | Finale | Finale |  |
|  |            |            |            |      |           |           |        |        |  |
|  | Luparense  | Luparense  | 3          |      |           |           |        |        |  |
|  | Luparense  | Luparense  | 3          |      |           |           |        |        |  |
|  | Maritime   | Maritime   | 1          |      |           |           |        |        |  |
|  | Maritime   | Maritime   | 1          |      | Luparense | Luparense | 1      |        |  |
|  |            |            |            |      | Luparense | Luparense | 1      |        |  |
|  |            |            | Kaos       | Kaos | 5         |           |        |        |  |
|  | PesaroFano | PesaroFano | Kaos       | Kaos | 5         | 0         |        |        |  |
|  | PesaroFano | PesaroFano |            |      |           |           |        |        |  |
|  | Kaos       | Kaos       | 7          |      |           |           |        |        |  |

### Risultati

#### Semifinali
| Arbitri: | Natale Mazzone (Imola) Antonino Tupone (Lanciano) Stefano Mestieri (Finale Emilia) |
| Crono:   | Adriano Sodano (Bologna)                                                           |

|                                  |           |                                        |
| Jesulito 15'27'’ Rafinha 30'11'’ | Marcatori | 6'56'’ (aut.) Dalcin 26'51'’ Zanchetta |

| Arbitri: | Stefano Pani (Oristano) Francesco Scarpelli (Padova) Davide De Ninno (Varese) |
| Crono:   | Carmine Genoni (Busto Arsizio)                                                |

|  |           |                                                                                               |
|  | Marcatori | 3'12'’, 8'11'’ Fits 11'47'’, 16'26'’ F. Mello 13'36'’ Avellino 28'31'’ Dian Luka 29'22'’ Kaká |

#### Finale
| Arbitri: | Luca Vannucchi (Prato) Michele Bensi (Grosseto) Gaudenzio Raffaelli (Treviso) |
| Crono:   | Nicola Raimondi (Battipaglia)                                                 |

| |            | |
| Ramon 5’ | Marcatori  | 9'30'’, 33'40'’ Kaká 12'44'’ Tuli 16'13'’ Avellino 28'01'’ F. Mello |
| · Michele Miarelli · Roberto Tobe · Humberto Honorio · Rafinha · Pablo Taborda · Ramon · Lorenzo Longobardo · Matías Lara · Jesulito · Victor Mello · Andrea Etilendi · Luca Leofreddi | Formazioni | · Francesco Molitierno · Dian Luka · Fellipe Mello · Fits · Luciano Avellino · Isidoro Garrido · Tuli · Cristiano Fusari · Kaká · Lorenzo Bueno · Giovanni Pulvirenti · João Carlos Timm |
| David Marín | Allenatori | Juanlu Alonso |